# Impasse Maubert
L'impasse Maubert est une voie située dans le quartier Saint-Victor du 5e arrondissement de Paris.

## Situation et accès
Elle débute au no 1 rue Frédéric-Sauton et se termine en impasse.
L'impasse Maubert est desservie à proximité par la ligne 10 à la station Maubert - Mutualité.

## Origine du nom
Comme pour la place Maubert, le nom de l'impasse provient dès sa création d'une déformation soit du nom d'Aubert, second abbé de Sainte-Geneviève qui créa les étals de bouchers sur ce site au XIIe siècle car ils étaient dans sa censive, soit de Maître Albert.

## Historique
Cette très ancienne voie de Paris est antérieure au XIIe siècle avec la présence attestée en 1206 du collège de Constantinople fondé par Pierre, patriarche de Constantinople, avant qu'il ne soit intégré en 1420 au collège de la Marche fondé par Guillaume de la Marche. Elle devient ensuite l'« impasse d'Amboise » en raison de l'hôtel d'Amboise construit au XIVe siècle en son lieu. Elle prend son nom actuel en 1867 en raison de la proximité de la place Maubert.

## Bâtiments remarquables et lieux de mémoire

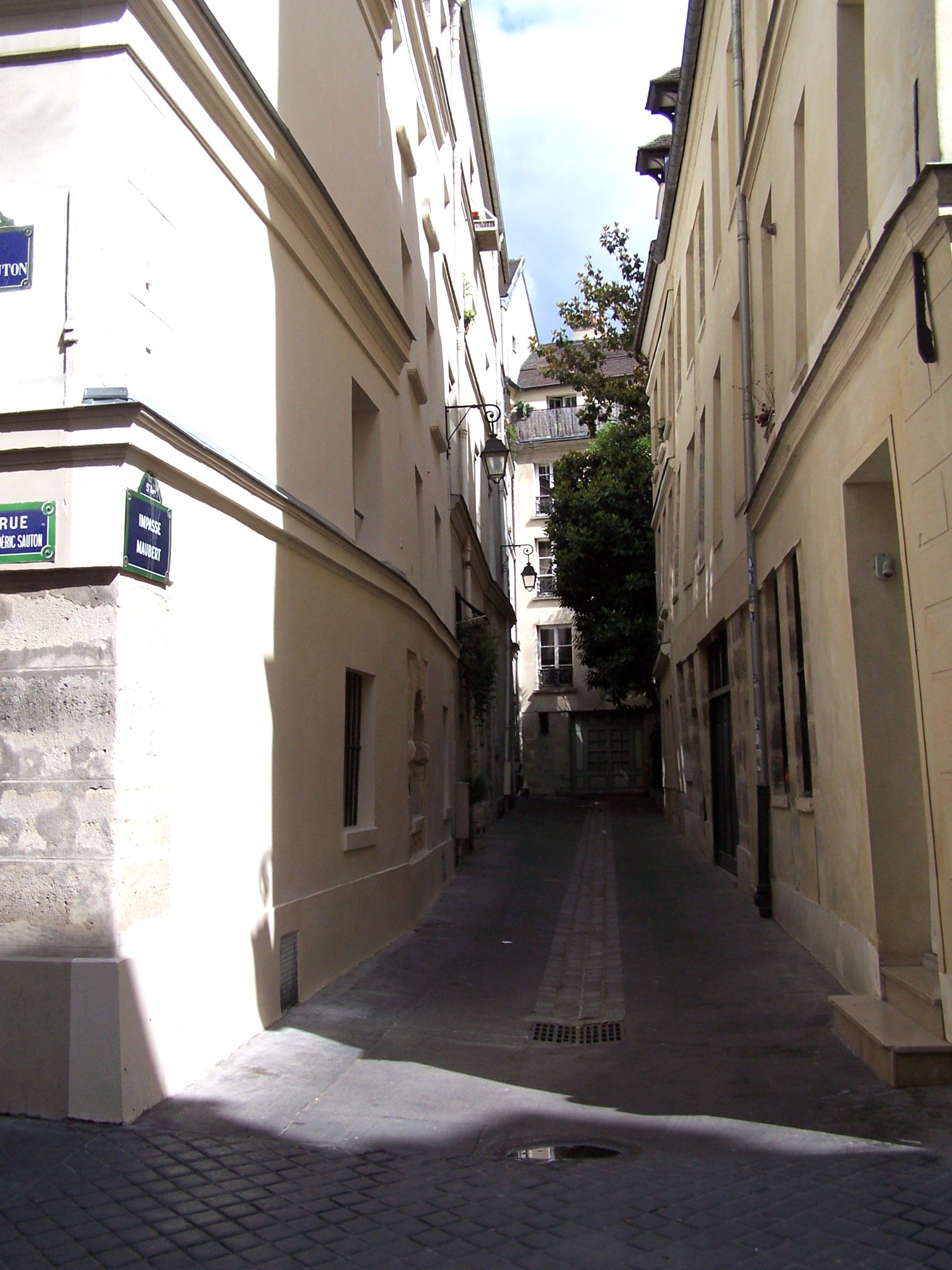
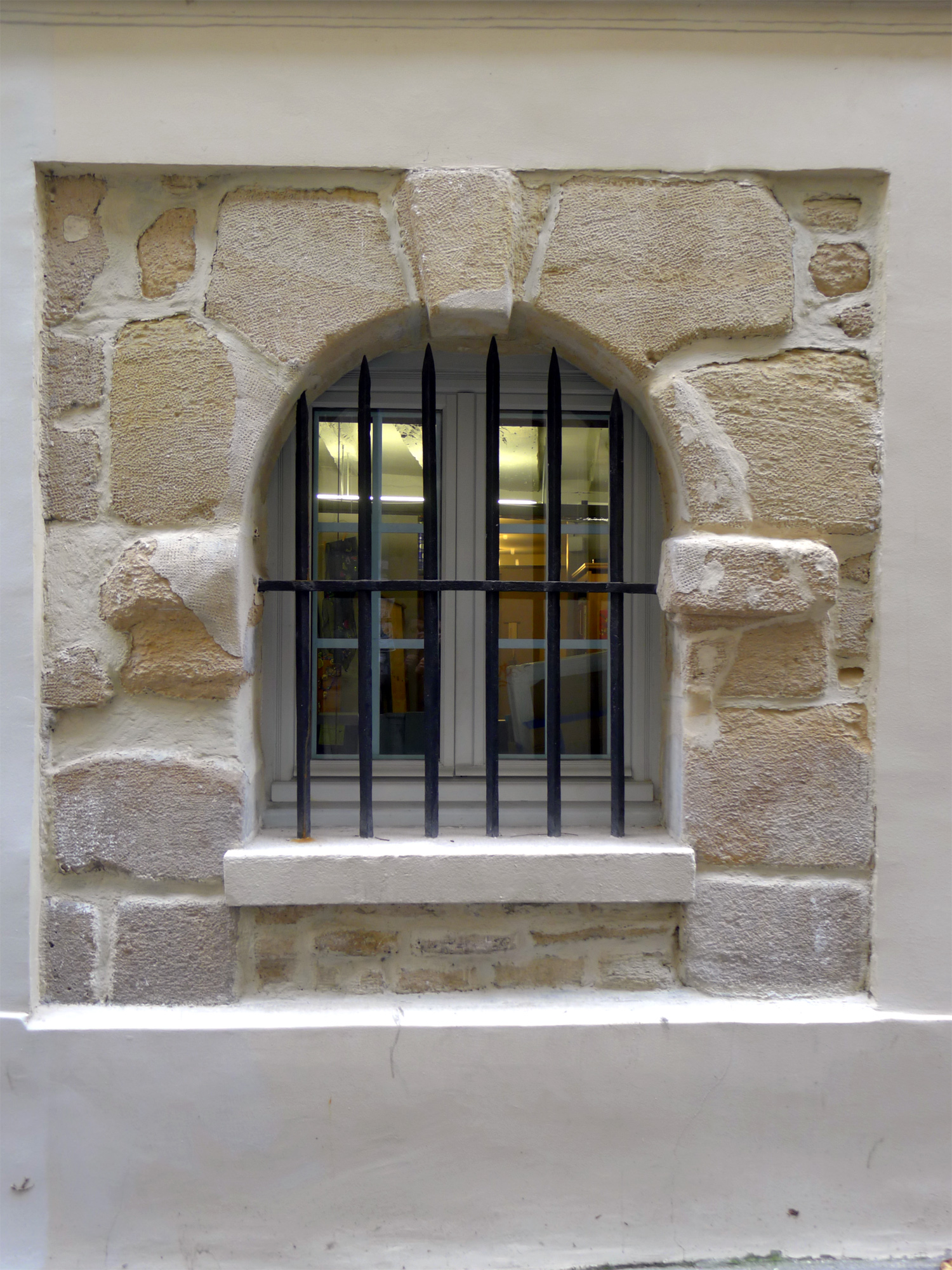
Ancienne fenêtre.